# Lily Mars vedette
Pour les articles homonymes, voir Vedette.
Pour plus de détails, voir Fiche technique et Distribution.
Lily Mars vedette (Presenting Lily Mars) est un film musical américain réalisé par Norman Taurog, sorti en 1943.

## Fiche technique
- Titre : Lily Mars vedette
- Titre original : Presenting Lily Mars
- Réalisation : Norman Taurog
- Scénario : Richard Connell, Gladys Lehman d'après le roman Presenting Lily Mars de Booth Tarkington
- Producteur : Joe Pasternak
- Société de production et de distribution : Metro-Goldwyn-Mayer
- Directeur musical : George E. Stoll
- Musique : Alex Hyde et George E. Stoll (non crédités)
- Adaptateur musical : Roger Edens
- Directeur musical : George Stoll
- Chorégraphe : Ernst Mátray et Charles Walters
- Images : Joseph Ruttenberg
- Montage : Albert Akst
- Direction artistique : Cedric Gibbons
- Décorateur de plateau : Edwin B. Willis
- Costumes : Howard Shoup
- Effets spéciaux : Warren Newcombe
- Pays de production : États-Unis
- Langue : Anglais
- Genre : film musical et comédie dramatique
- Format : Noir et blanc - Son : Mono (Western Electric Sound System)
- Durée : 104 minutes
- Dates de sortie : 
  - États-Unis : 29 avril 1943 New York
  - France : 27 juillet 1949

## Distribution
- Judy Garland : Lily Mars
- Van Heflin : John Thornway
- Fay Bainter : Mme Thornway
- Richard Carlson : Owen Vail
- Spring Byington : Mme Mars
- Mártha Eggerth : Isobel Rekay
- Connie Gilchrist : Frankie
- Leonid Kinskey : Leo
- Patricia Barker : Poppy
- Janet Chapman : Violet
- Annie Ross : Rosie
- Douglas Croft : Davey
- Ray McDonald : Charlie Potter
- Tommy Dorsey et son orchestre
- Bob Crosby et son orchestre

Acteurs non crédités
- Lynne Carver : Bonnie (Showgirl)
- Marilyn Maxwell : Prissy (Showgirl)
- Gus Schilling : Scotty, le régisseur
- Almira Sessions : la directrice de la pension de famille
- Lillian Yarbo : Rosa, la servante d'Isobel

## Autour du film
Le groupe A-ha a réalisé une chanson intitulée Presenting Lily mars qui apparait pour la première fois en 2004 sur le livre disque The swing of things.